# Ямбердов, Иван Михайлович
Ива́н Миха́йлович Ямбе́рдов (16 сентября 1955, д. Чодраял, Волжский район, Марийская АССР, РСФСР, СССР) — марийский советский и российский живописец, член Союза художников России с 1983 года. Председатель Марийского регионального отделения Союза художников России (2000—2001). Заслуженный художник Российской Федерации (2004). Народный художник Республики Марий Эл (2020), заслуженный деятель искусств Марийской ССР (1991), лауреат Государственной премии Марий Эл им. А. В. Григорьева (1993).

## Биография
Родился 16 сентября 1955 года в д. Карамасы (Чодраял) ныне Волжского района Марий Эл. В 1971 году окончил музыкально-художественную школу-интернат № 1 г. Йошкар-Олы, в 1975 году — Йошкар-Олинское художественное училище, а в 1981 году — Московский государственный художественный институт им. В.И. Сурикова (мастерская Ю. К. Королева — члена-корреспондента Академии художеств СССР, директора Государственной Третьяковской галереи (1980—1992)).
С 1983 года начал работать сотрудником Марийских мастерских Художественного фонда РСФСР, с 1996 года — свободный художник. В 2000—2001 годах был председателем Марийского регионального отделения Союза художников России.
В настоящее время живёт и работает в г. Йошкар-Оле.

## Художественное творчество
Член Союза художников России с 1983 года.
Автор живописных работ «В день свадьбы», «Отчий дом» (1987), триптиха «Голос Земли» (1991), «Раздумье» (1992), «Бабье лето» (1996), многочисленных портретов, пейзажей и других работ.
В 1984 году по случаю 400-летия г. Йошкар-Олы написал 2-метровое живописное полотно «Праздник на площади».
С 1985 года сотрудничает с Марийским национальным театром драмы имени М. Шкетана, где стал художником-постановщиком спектаклей по пьесам С. Чавайна «Мÿкш отар» («Пасека») и Л. Яндакова «Тулык ава» («Кукушка»).
С 1976 года является активным участником республиканских, региональных, всероссийских и международных художественных выставок. Его персональные выставки и вернисажи устраивались в Эстонии, Финляндии, Венгерском культурном центре в Москве, Германии (Берлин). В 1986–2004 годах было организовано около 10 его персональных выставок. Его работы хранятся в музеях Марий Эл, России, Финляндии, Эстонии, Венгрии, Израиля, Италии и частных коллекциях.
В 2015 году стал лауреатом Национальной премии в области современного изобразительного и декоративного искусства России «Русская галерея — XXI век» в номинации «Портрет». Церемония награждения состоялась в Российской академии художеств.
14 декабря 2020 года за большой вклад в области изобразительного искусства присвоено почётное звание «Народный художник Республики Марий Эл».
Иногда пользуется творческим псевдонимом И. Ямбердэ.

## Звания и награды
- Заслуженный художник Российской Федерации (2004)[1]
- Народный художник Республики Марий Эл (2020)[6]
- Заслуженный деятель искусств Марийской ССР (1991)[1]
- Государственная премия Республики Марий Эл им. А. В. Григорьева (1993)[1]
- Национальная премия в области современного изобразительного и декоративного искусства России «Русская галерея — XXI век» (2015)[5]